# Das Donkosakenlied (1930)
Das Donkosakenlied (Untertitel Verlorene Heimat) ist ein deutscher Spielfilm, dem das russische Volkslied Die zwölf Räuber zugrunde liegt. Er kam als Stummfilm am 14. Januar 1930 im Mozartsaal in Berlin zur Uraufführung, und hatte seine Premiere als nachträglich mit Musik unterlegte Fassung am 15. Februar 1930.
Regie führte Georg Asagaroff, Hans Adalbert Schlettow und Lien Deyers spielen die Hauptrollen.

## Handlung
Viktor, der Sohn des Fürsten Gagarin, verlobt sich mit der jungen Natascha, was Gouverneur Maljutow, dessen Mündel er ist, gar nicht gefällt. So setzt er alles daran, beide auseinanderzubringen. Das führt letztendlich dazu, dass Viktor und Natascha fliehen und heimlich die Ehe miteinander eingehen. Maljutow will das jedoch nicht einfach so hinnehmen und folgt dem Pärchen. Nachdem er die jungen Leute aufgestöbert hat, kommt es zu heftigen Vorwürfen, die in Beleidigungen gegen den jungen Fürsten enden, der diesen Affront mit einem Schuss aus seiner Pistole beantwortet, was zum Tode Maljutows führt.
Gagarins Strafe ist eine lebenslängliche Verbannung nach Sibirien. Auf dem Transport dorthin gelingt dem Fürsten mit Hilfe seines treuen Dieners Mitjucha die Flucht. So kommt es, dass er sich einer Räuberbande anschließt, zu deren Hauptmann er alsbald aufsteigt. Die Avancen, die ihm Ljuba macht, die Geliebte des vorherigen Räuberhauptmanns, schlägt er in den Wind. Sein Versuch, den Bandenmitgliedern Zucht und Ordnung beizubringen, weckt jedoch zunehmend die Unzufriedenheit der Männer.
Natascha, die sich um ihren Mann sorgt, gerät bei dem Versuch, ihn ausfindig zu machen, in die Hände der Bande, von denen sie in deren Lager verschleppt wird. Dort steht sie ganz plötzlich Viktor gegenüber. Als die Räuber eine Rebellion gegen ihren Führer anzetteln, trifft das Messer, das für den Fürsten bestimmt war, Natascha, die sich schützend vor ihn geworfen hat.
Der Tod seiner geliebten Frau ist für den Fürsten ein solch schwerer Schlag, dass er allen Lebensmut einbüßt und sich in die Abgeschiedenheit eines Klosters zurückzieht.

## Produktionsnotizen
Für die Bauten zeichnete Jacek Rotmil verantwortlich, für die Kostüme Leopold Verch. Die Dreharbeiten fanden in den Jofa-Ateliers sowie in Plau in Mecklenburg statt. Die Drehzeit lag in den Monaten August und September 1929. Der Film war zunächst als „2. deutsch-russischer Gemeinschaftsfilm mit Emma Zessarskaja in einer Hauptrolle“ von der Derussa angekündigt worden.
Dem stumm gedrehten Film wurden nachträglich Bild- und Tonaufnahmen des Donkosaken-Chors hinzugefügt. Für die Tonaufnahmen war Lignose-Breusing, Nadelton, verantwortlich, für die Musik, Gesang und Geräusche, also die technische Tonleitung, trug Mois Safra die Verantwortung. Im Film erklingt das Lied: Denkst Du noch an mich, mein liebes kleines Mädel…
Der Film war zudem mit einem zweiten Schluss gedreht worden, der nicht mit dem Tode von Natascha, sondern damit endet, dass Natascha und Viktor Gagarin in ein anderes Land gehen, um dort glücklich zu werden.

## Rezeption

### Zensurprüfung und Veröffentlichung
Der Film wurde am 30. Oktober 1929 einer Überprüfung unterzogen und in einer Zensurprüfung am 8. Januar 1930 genehmigt, nachdem der am 17. Dezember 1929 unter B. 18390 teilweise verboten worden war. Verboten wurden einzelne Szenen, wie beispielsweise die, wo ein Messer in der Faust des Gegners eines am Boden Liegenden sichtbar ist. Gezeigt werden durfte nur die Großaufnahme der um den Besitz des Messers ringenden Hände. Auch die Szene, die zeigt, wie Ljubka dem am Boden auf seinem Gegner knienden Räuberhauptmann das Messer in den Rücken stößt, wurde gestrichen. Im 7. Akt des Stummfilms musste der Satz: „Macht doch Schluß mit ihm“ gestrichen werden. Auch die Szene, in der der in der Brust von Natascha steckende Messergriff sichtbar ist, war nicht erlaubt. Es darf lediglich gezeigt werden, wie Basmanoff das Messer wirft.
Am 1. Februar 1930 wurde der Film in Estland veröffentlicht, am 21. Februar 1930 in Finnland und am 6. Mai 1930 in Ungarn. In Schweden war der Film erstmals am 22. Juni 1931 zu sehen. Veröffentlicht wurde er zudem in Griechenland und in Österreich, wo er unter dem Titel Die zwölf Räuber resp. Zwölf Räuber lief.

### Kritik
Das Berliner Tageblatt war irritiert und kritisierte: „Der Film beginnt mit solcher Introduktion: Fünf Minuten Donkosakenchor in gleicher Einstellung. Seltsam verweichlichte Töne dringen aus weiter Ferne. […] Das ist nicht Film, das ist illustrierte Grammophonplatte.“ Zum Schluss hieß es: „Halten wir uns an das, das zu rühmen ist: an einige gute Momente Schlettows, Hertha von Walthers und Fritz Kampers’, an den ausgezeichneten Kowal-Samborski, der sich in einer Begleitrolle liebenswürdig in den Vordergrund spielt und schließlich an die vielseitige Photographie von A. von Lagorio und C. Oertel. Sie verhalfen dann zu einem beträchtlichen Premierenapplaus.“
Alfréd Kemény verriss den Film in der kommunistischen Parteizeitung Die Rote Fahne. Er schrieb: „Ein romantisch-verlogenes ‚Lied‘ vom guten Fürsten. Der Fürst liebt ein Mädchen, wird ihretwillen zum Mörder, kommt ihretwillen ins Zuchthaus, wird Räuber und Häuptling einer Räuberbande, bis das geliebte Mädchen stirbt und der Film mit einer ganz leisen Tragik endet.“ Ziel sei es: „mit weißgardistisch weltvertrottelten Klängen Sympathien für die Fürsten zu erwecken. Die abgeschmackteste Filmoper zwischen Faribari und ‚Troubador‘. Der Regisseur Georg Asagarof, versucht, mit formalen Mitteln des sowjetrussischen Films billige Effekte zu schinden. Doch es fehlt ihm die Idee. Der Film gehört wie die Fürsten auf den Misthaufen.“
Frank Maraun (eigentlich Erwin Goelz) befand für die Deutsche Allgemeine Zeitung, der Donkosakenchor gebe diesem Tonfilm „den formalen Rahmen und den Erfolg“. Weiter hieß es, der Film unterscheide sich „von den bisherigen, stummen Provinzreißern höchstens durch den Umstand, daß die nachträglich synchronisierte Begleitmusik durch ein paar überflüssige Nebengeräusche unterbrochen“ werde. Akustisch sei der Film „durchaus anfechtbar“, schlimmer jedoch sei „die Frage nach dem künstlerischen Gesamtniveau dieser Zigeunergeschichte“. Asagaroff wird als einer der „überschätztesten Regieerscheinungen des deutschen Films“ bezeichnet, der Film als mittelmäßiger Versuch, dem Russenfilm nachzueifern, womit sich erneut „seine mangelnde Originalität“ erweise. Gelobt wurde einzig die Szene des Zigeunertanzes im Walde.
Kurt London nahm im Magazin Der Film hauptsächlich Stellung zur Tonfilmfassung, die nach wie vor viel zu viele Mängel aufweise und warnte: „So geht das nicht, darf es nicht weitergemacht werden, wenn nicht jeder vernünftige Mensch sich über den Tonfilm lustig machen soll.“